# Placas de identificação de veículos na Dinamarca
As placas de identificação de veículos na Dinamarca normalmente possuem duas letras e cinco dígitos e são emitidas diretamente pelas autoridades. As placas podem ser obtidas em concessionários de automóveis, departamentos de inspeção veicular ou centros oficiais de registro. A combinação alfabética é simplesmente um valor sequencial, mas os dígitos têm associação ao tipo de veículo.
As placas dinamarquesas não pertencem ao proprietário ou ao veículo: quando este é vendido, as placas são devolvidas e o novo proprietário deve requerer novas placas. A exceção é quando o carro é vendido privadamente entre pessoas físicas: nesse caso, o novo proprietário pode manter as placas que já estão no veículo.

## Numeração
Pela combinação numérica é possível identificar o tipo de veículo:
| Tipo de veículo                                | Sequência       | Combinação alfabética mais alta (sem eurobanda) | Combinação alfabética mais alta (com eurobanda) |
| ---------------------------------------------- | --------------- | ----------------------------------------------- | ----------------------------------------------- |
| Ciclomotores grandes (máx. 45 km/h)            | 001 - 699       | RV                                              |                                                 |
| Tratores                                       | 700 - 999       | VU                                              | DF                                              |
| Trailers                                       | 10 00 - 29 99   | YM                                              | EF                                              |
| Trailers e semi-trailers                       | 55 00 - 99 99   | PZ                                              | HF                                              |
| Ciclomotores pequenos                          | 5 500 - 9 999   | XY                                              |                                                 |
| Motocicletas                                   | 10 000 - 18 999 | HT                                              | AW                                              |
| Tratores                                       | 19 000 - 19 499 | ML                                              | EG                                              |
| Veículos em geral (formato retangular)         | 20 000 - 59 999 | FC                                              | JF                                              |
| Veículos em geral (formato quadrado)           | 60 000 - 75 999 | DT                                              | AF                                              |
| Serviço diplomático                            | 76 000 - 76 999 | AX                                              | AF                                              |
| Serviço diplomático                            | 77 000 - 77 999 | AN                                              | AF                                              |
| Camiões, autocarros, vans (formato retangular) | 78 000 - 87 999 | DH, privat: GA                                  | AF, privat: FA                                  |
| Camiões, autocarros, vans (formato quadrado)   | 88 000 - 97 999 | XS, privat: GE                                  | DG, privat: FK                                  |
| Táxis (formato retangular)                     | 98 000 - 99 699 | JH                                              | BF                                              |
| Táxis (formato quadrado)                       | 99 700 - 99 999 | BN                                              | AW                                              |

## Tipos
|  |
|  |

|  |
|  |

|  |
|  |

|  |
|  |

|  |
|  |

## Placas Europeias
Um novo design com a faixa da União Europeia estava sendo esperada em 2008, mas sua implantação foi adiada para 12 de outubro de 2009. Isto fez da Dinamarca potencialmente o último país europeu a adotar as europlacas (placas de identificação de veículos na União Europeia). A eurobanda é, entretanto, opcional. Em preparação para o novo design, a fonte tipográfica foi ligeiramente condensada em algumas novas placas emitidas a partir de meados de 2008. Desde julho de 2009, compradores de automóveis têm a opção de adquirir seus veículos com ou sem a eurobanda.
Se um veículo dinamarquês não possui a placa com a eurobanda, deverá receber o oval de identificação DK quando transitar fora das fronteiras do país. Se o condutor utilizar veículo com semi-trailer ou reboque, tanto o veículo que reboca quanto o veículo rebocado devem possuir o oval. A identificação deve ser elíptica (oval), com a dimensão de 175×115 mm, fundo branco com caracteres pretos. As letras devem possui 80 mm de altura e a distância entre elas deve ser 10 mm, sem qualquer tipo de propaganda.

## Ilhas Faroé
Veículos registrados nas Ilhas Faroé antes de 1996 tinham placas com fundo branco, letras na cor preta ao estilo dinamarquês, mas com apenas uma letra: F. Por sua vez, os veículos registrados após 1996 têm placas com fundo branco, caracteres em azul com estilo próprio, duas letras e três dígitos. Há uma banda azul à esquerda com a bandeira feroesa e o código "FO". Diferentemente da Dinamarca, as Ilhas Faroé não fazem parte da União Europeia.

## Groenlândia
As placas da Groenlândia têm fundo branco e caracteres pretos ao estilo dinamarquês com letras seriais "GR" reservadas para a nação groenlandesa. A eurobanda europeia não é aplicável, uma vez que a região não faz parte da União Europeia.

## Galeria

A eurobanda dinamarquesa
Identificação oval dinamarquesa
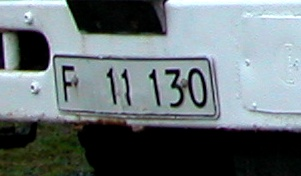
Placa feroesa emitida antes de 1996.
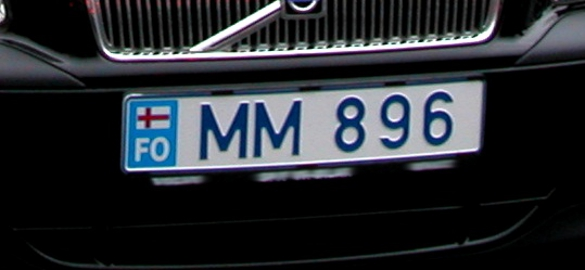
Placa feroesa emitida desde 1996.
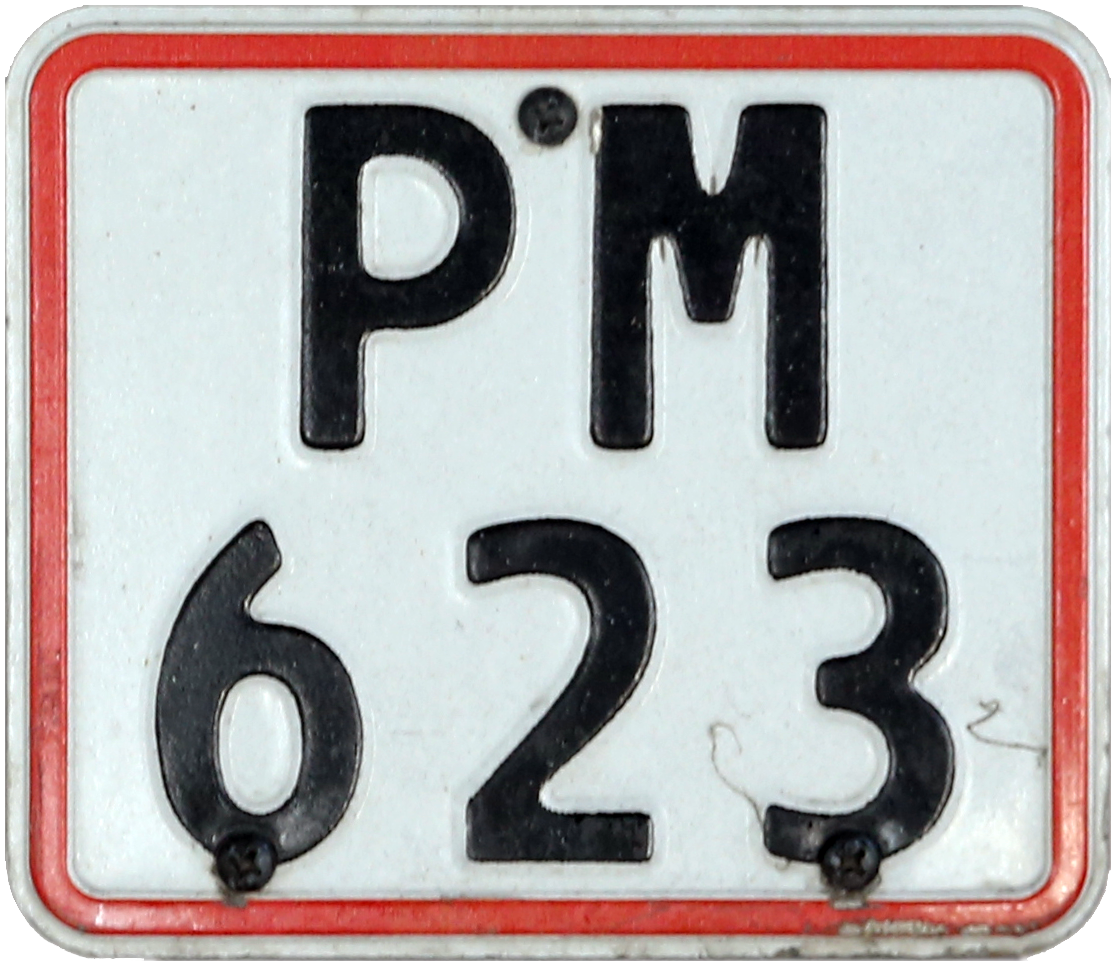
Placa de ciclomotor grande.